# Il matrimonio per lettera di cambio
Il matrimonio per lettera di cambio è un'opera in due atti di Carlo Coccia, su libretto di Giuseppe Checcherini. La prima rappresentazione ebbe luogo al Teatro Valle di Roma il 14 novembre 1807.
Gli interpreti della prima rappresentazione furono:
| Personaggio    | Interprete             |
| -------------- | ---------------------- |
| Clary          | Francesca Maffei Festa |
| Dorico         | Nicola Tacchinardi     |
| Tom Fitz Jungh | Nicola De Grecis       |
| Blic           | Filippo Spada          |
| Carlina        | Francesca Checcherini  |
| Domingo        | Andrea Bartolucci      |
| Vestro         | Domenico Bertozzi      |

Dallo stesso soggetto Gaetano Rossi derivò il libretto per l'opera La cambiale di matrimonio di Gioachino Rossini, rappresentata al Teatro San Moisè di Venezia nel 1810.
Questa fu la prima opera fatta rappresentare da Carlo Coccia ma non ebbe successo, tanto che il compositore avrebbe voluto rinunciare al teatro. Le esortazioni del suo maestro Giovanni Paisiello lo spinsero però a continuare, e l'anno successivo a Firenze nacque Il poeta fortunato.

## Trama
La scena, nei Paesi Bassi, è il banco del signor Blic, varie camere, il magazzino delle sue merci ed il suo giardino.

### Atto I
Il commerciante Blic riceve una lettera in cui un suo ricco cliente americano del Paraguay, Tom Fitz Jungh, richiede di procurargli una sposa, che sarà pagata tramite una cambiale.
Blic, leggendo che la descrizione corrisponde alle caratteristiche della figlia Clary, decide che sarà lei la sposa. Ma Blic non sa che Clary è innamorata del giovane Dorico. Lo stesso Dorico,  grazie all'astuzia della cameriera di Clary, Carlina, viene assunto come segretario da Blic.
Poco dopo giunge inaspettato Tom Fitz Jungh, che viene minacciato di morte da Dorico e Carlina.  Terrorizzato, Jungh decide di rinunciare al matrimonio, così riceve le minacce anche di Blic.
Tom e il servo Domingo, a sua volta minacciato da Carlina che ha avuto l'ardire di corteggiare, si rifugiano in un magazzino. In questo magazzino poco a poco si radunano tutti i personaggi; Dorico e Clary vogliono nascondersi per attendere la notte e fuggire; Carlina vi giunge in cerca di Clary;  Blic seguito dal servo Vestro arriva in cerca di Jungh. L'atto termina nella confusione generale.

### Atto II
Clary e Dorico decidono di cercare l'aiuto di Jungh e gli rivelano di essere amanti.
Blic ancora furioso sfida Jungh a duello, ma Dorico, scelto come padrino, scarica le pistole. Dopo il finto duello Jungh finge di cedere alle insistenze di Jungh, e gli dice che Clary sarà sposa.
In casa di Blic si organizza il pranzo nuziale. Blic è convinto che Clary sposerà Jungh, ma all'ultimo momento appare Dorico dichiarando di essere lui lo sposo. Blic grida al tradimento, ma poco dopo cede alle preghiere che gli arrivano da tutti e consente all'unione tra la figlia e Dorico.

## Struttura musicale
- Sinfonia

### Atto I
- N. 1 - Introduzione È già l'ora. Alcun nel banco - Giovanotti state attenti (Vestro, Carlina, Blic)
- N. 2 - Duetto fra Clary e Dorico Zitti, zitti, cheti, cheti
- N. 3 - Cavatina di Jungh Giunto son di là dal Gange
- N. 4 - Quintetto Tu vedrai la mercanzia (Blic, Jungh, Dorico, Carlina, Clary)
- N. 5 - Aria di Vestro È cosa inutile
- N. 6 - Aria di Clary Sedete a me dappresso
- N. 7 - Duetto fra Blic e Dorico Fingi che la mia figlia
- N. 8 - Aria di Blic Mercante sparolato (Blic, Vestro)
- N. 9 - Finale I Presto andiamo, e cheti cheti (Jungh, Domingo, Vestro, Blic, Dorico, Clary, Carlina)

### Atto II
- N. 10 - Duetto fra Clary e Jungh Con un pugnale in mano
- N. 11 - Aria di Carlina Signor... Blic... io... sarò...; buona
- N. 12 - Terzetto fra Clary, Jungh e Dorico Ah signor ai piedi tuoi
- N. 13 - Aria di Jungh Dei mercanti sò il costume
- N. 14 - Sestetto Inumano il Genitore (Clary, Carlina, Domingo, Dorico, Jungh, Blic)
- N. 15 - Aria di Domingo A chi moglie vuol pigliare
- N. 16 - Aria di Dorico Dolce all'alma è quel momento
- N. 17 - Finale II Ninfa del mio precordio (Jungh, Blic, Clary, Vestro, Carlina, Domingo, Dorico)